# Altstädter Nicolaikirche

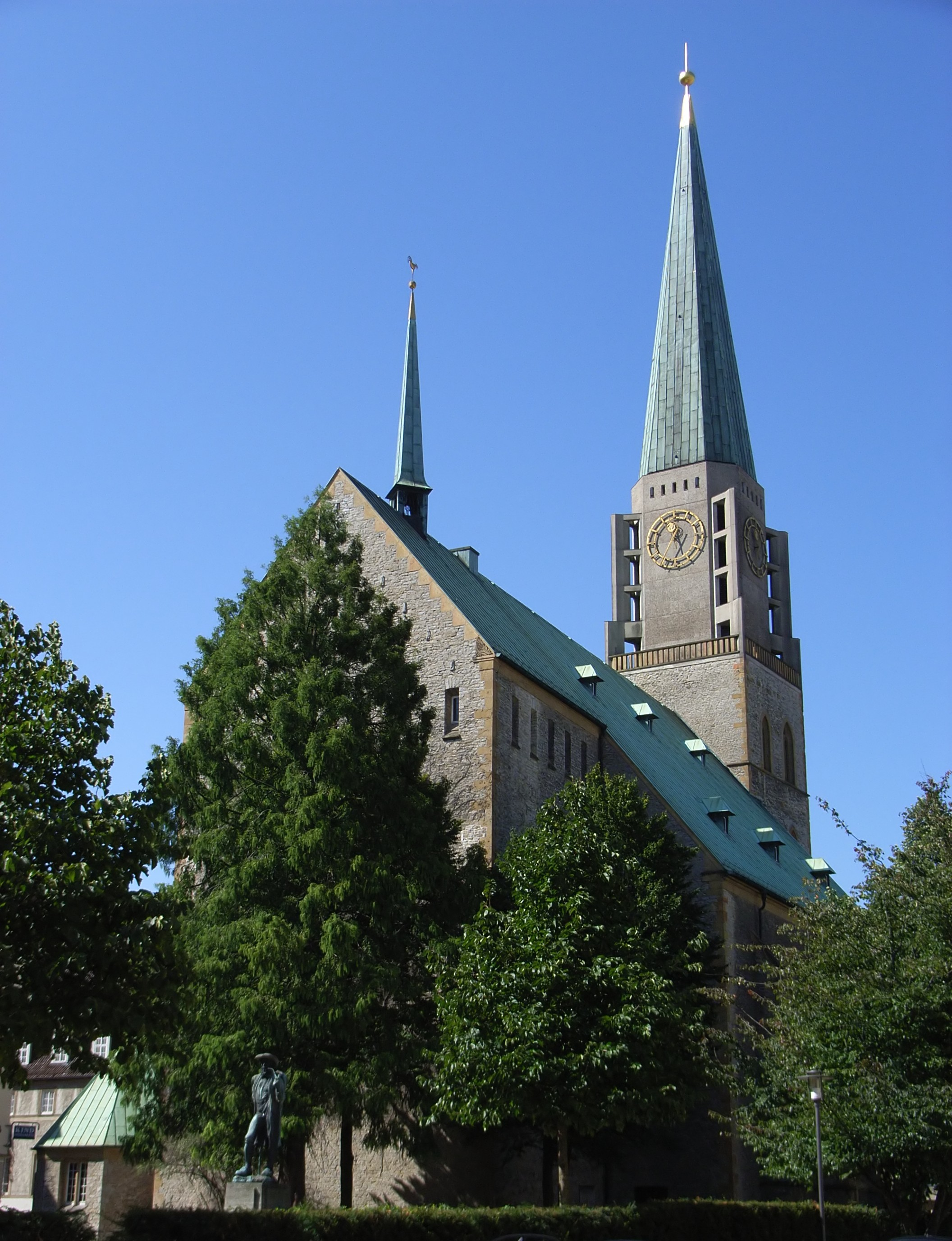
Die Altstädter Nicolaikirche

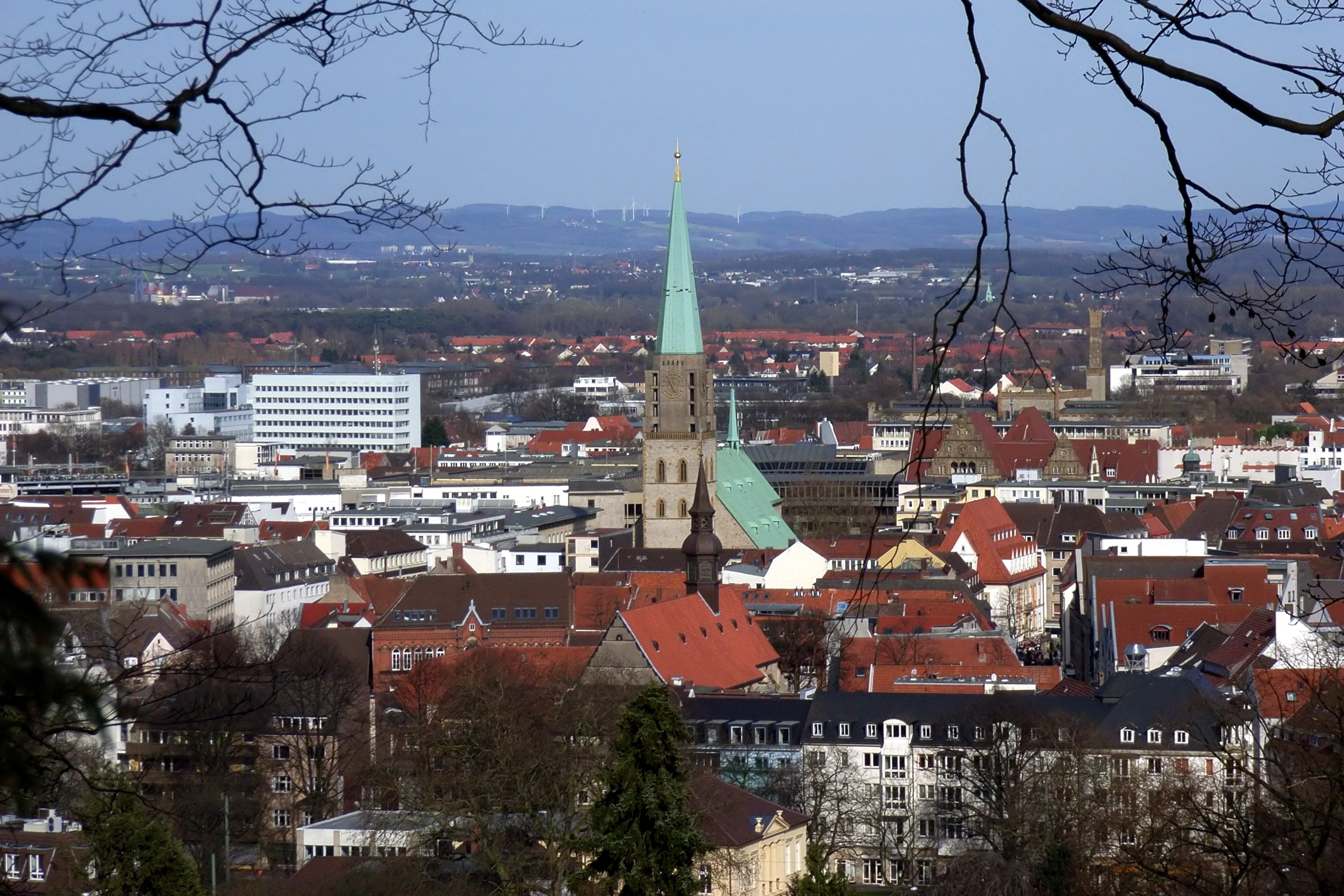
Blick vom Johannisberg auf die Altstadt

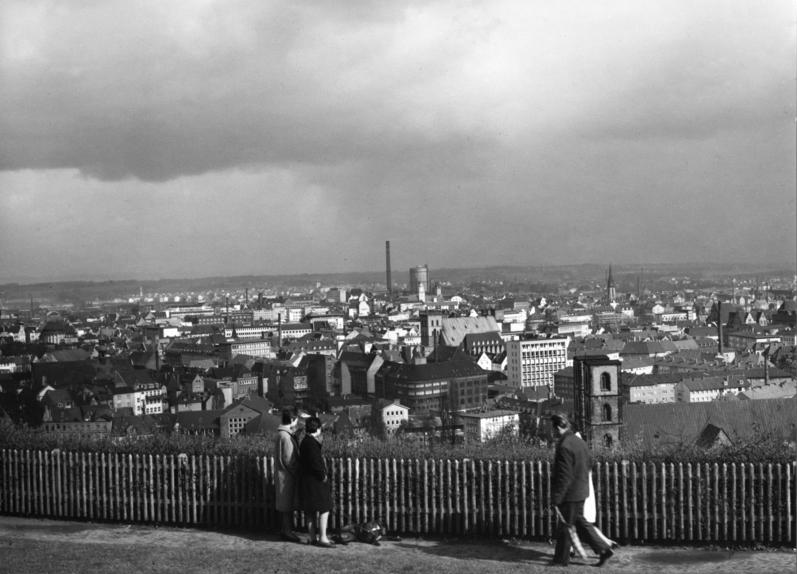
Das Bielefelder Stadtbild im Jahr 1961. Zu sehen sind unter anderem die Turmstümpfe der Marien- (vorne rechts) und der Nicolaikirche (Bildmitte).

Die Altstädter Nicolaikirche ist die älteste Kirche im ursprünglichen Stadtgebiet Bielefelds. Sie ist Kirche der evangelisch-lutherischen Altstädter Nicolaikirchengemeinde. Namensgeber der Kirche ist Nikolaus von Myra. Sie liegt im Stadtbezirk Mitte.

## Geschichte
Die Pfarrgemeinde wurde 1236 durch den Paderborner Bischof Bernhard durch Auspfarrung aus dem Kirchspiel Heepen errichtet. Vorläufer des heutigen Kirchenbaus war eine um diese Zeit errichtete Kapelle. Auf 1308 ist eine Urkunde über eine Stiftung für einen Kirchbau datiert. Die dreischiffige Hallenkirche wurde vermutlich im 14. Jahrhundert erbaut. Der Patron St. Nikolaus, Schutzpatron der Kaufleute, wurde erstmals 1317 erwähnt; mit der Wahl des Patroziniums wurde dem Charakter Bielefeld als Handelszentrum Rechnung getragen.
Im Zuge der Reformation wurden ab 1541 erste protestantische Gottesdienste gefeiert. 1632 ging die Kirche endgültig in den Besitz der überwiegend protestantischen Stadtgemeinde über. Der Turmhelm wurde 1706 durch ein Gewitter zerstört und erst 1739 barock in kugeliger Form mit aufgesetzter Laterne ersetzt. Im Siebenjährigen Krieg wurde die Kirche von französischen Truppen als Kornkammer genutzt. Ab 1847 wurde sie zwei Jahre lang renoviert und blieb weitgehend in dem Zustand bis zum Zweiten Weltkrieg. Ein Blitzschlag 1880 forderte erneute Renovierungsmaßnahmen.
Die Glocken mussten 1943 für die Kriegsrüstung abgeliefert werden, nur die zur Erinnerung an die Annahme der Königswürde in Preußen durch Friedrich I. 1705 gegossenen Glocken blieben verschont. Ein starker Bombenangriff am 30. September 1944 zerstörte die Kirche bis auf den Turmstumpf und den unteren Teil der Außenmauern. Beim 1954 begonnenen Wiederaufbau wurde stark vom Original abgewichen. Mit der Einweihung des 36-stimmigen Glockenspiels 1963 wurde der Bau abgeschlossen.

## Architektur und Ausstattung

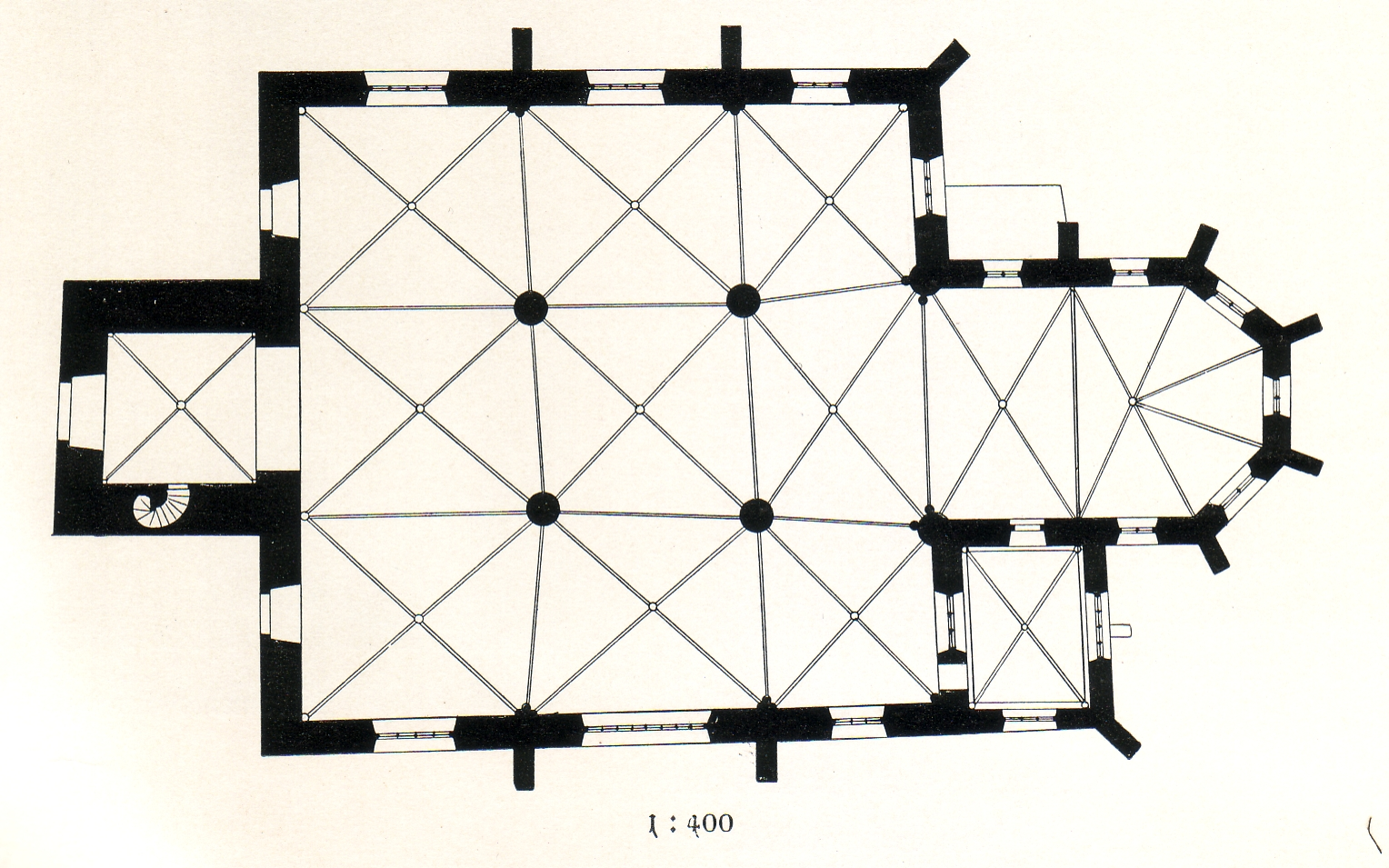
Grundriss (1906)

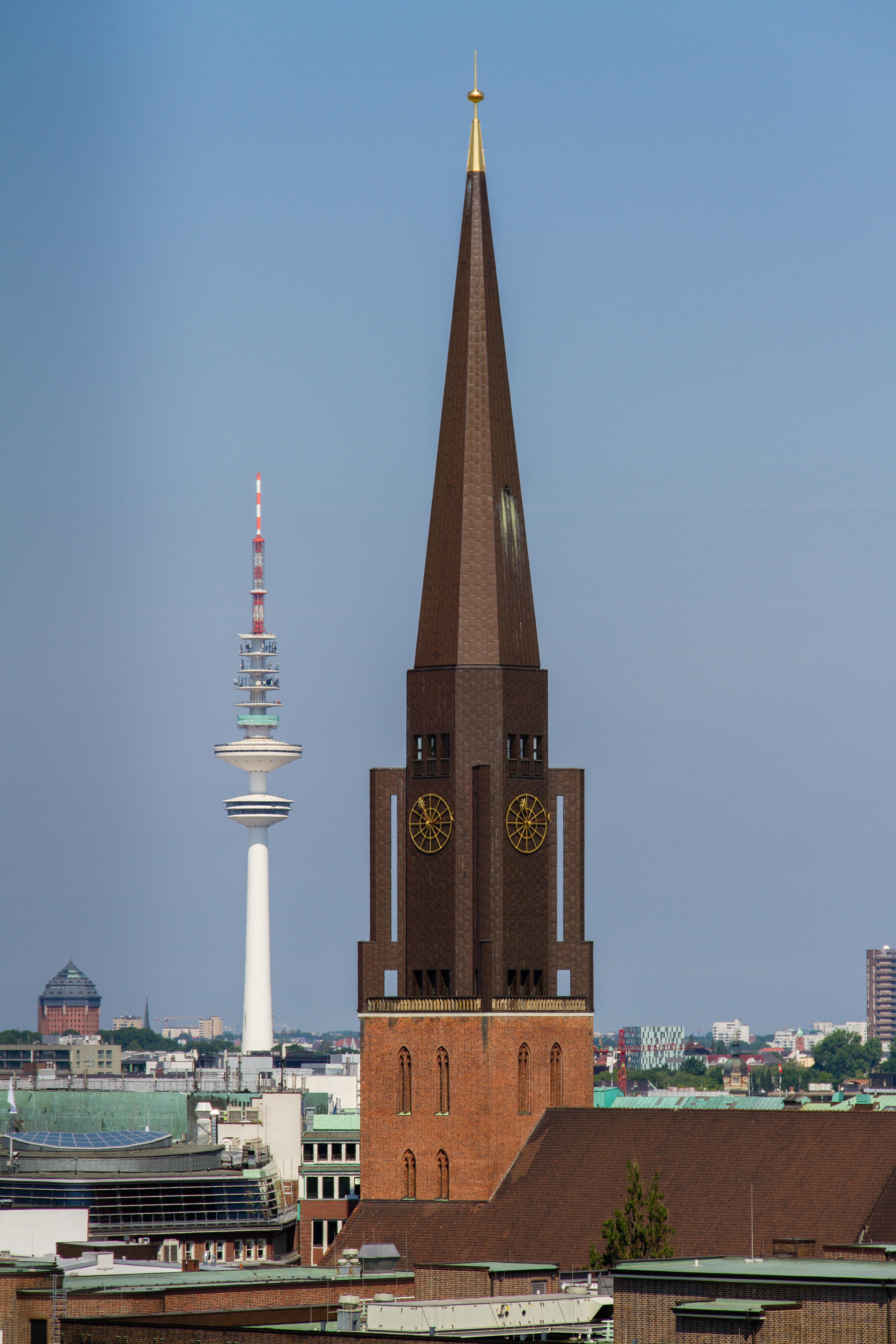
Die Hauptkirche Sankt Jacobi in Hamburg

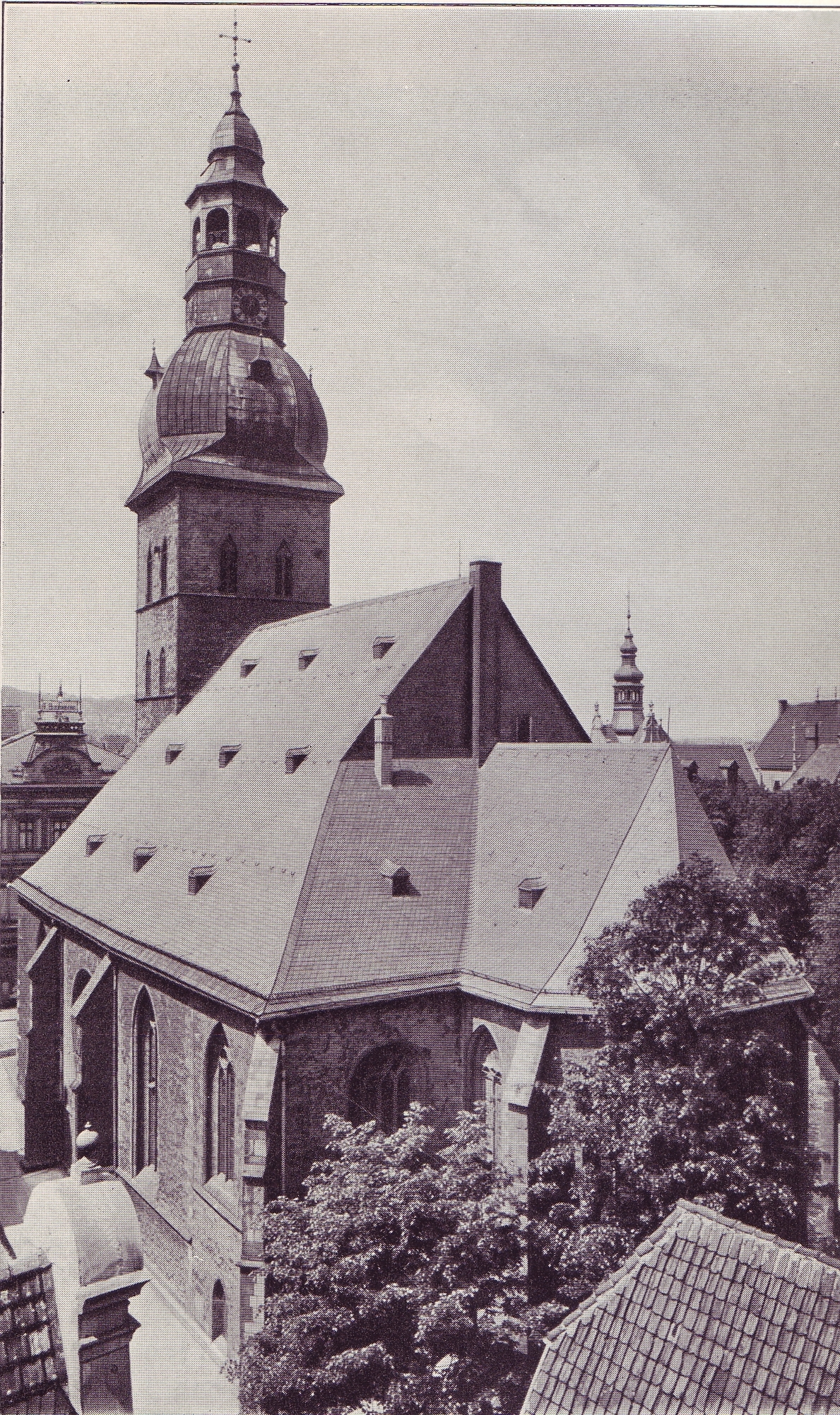
Von Südosten 1904

Der ursprünglich gotische Kirchenbau wurde im Rahmen des Wiederaufbaus in den 1950er-Jahren stark verändert. Im Grundriss wurde der polygonale gotische Chorabschluss mit seinen hohen Fenstern durch einen rechteckigen Chor mit kleinen Fenstern und einer Rosette ersetzt. Das Gewölbe wurde aus Bimsstein gebaut und es fehlen die in der Gotik üblichen Rippen. Die im Südosten angebaute Sakristei ist nun größer als vor der Kriegszerstörung.
Dem 40 m langen und 25 m breiten Hallenbau gliedert sich der 81,5 m hohe Turm an, dessen massives Mauerwerk im unteren Teil nur von wenigen kleinen Fenster durchbrochen ist. Nur die beiden oberen Geschosse des gemauerten Stumpfs haben jeweils sechs Spitzbogenfenster.
Während dem Kirchenschiff die neuzeitliche Gestaltung äußerlich nicht auf den ersten Blick anzusehen ist, wurde das dem Turmstumpf Anfang der 1960er Jahre aufgesetzte obere Glockengeschoss dezidiert modern in Stahlbeton errichtet.
Der spitze Turmhelm darüber sitzt ohne Giebelfelder auf einer achteckigen Basis.
Der Entwurf der Architekten Bernhard Hopp und Rudolf Jäger ähnelt stark dem Entwurf des gleichen Architekturbüros für den nur ein Jahr später wiederaufgebauten Turm der Hauptkirche Sankt Jacobi in Hamburg.
Viermal täglich erklingt das programmgesteuerte Glockenspiel. Eine Ebene höher hängt im stählernen Glockenstuhl das sechsstimmige Geläut.
Das Portal wurde 1963 von Gerhard Marcks geschaffen. Das etwa 2,45 m hohe und 2,24 m breite Bronzerelief zeigt vier biblische Motive. Im Foyer der Kirche befindet sich eine Tafel mit den Namen der Verstorbenen der Gemeinde während des Ersten Weltkriegs; ein Gedenkbuch erinnert an die Verstorbenen im Zweiten Weltkrieg.
Wertvollster Gegenstand des Altarraums ist der Antwerpener Schnitzaltar. Das 4,50 m hohe und 6,50 m breite, mit 250 Holzschnitzereien verzierte Retabel wurde nach jüngsten Erkenntnissen 1524 geschaffen. Der Taufstein ist in der Nachkriegszeit entstanden, wohingegen der Taufkelch, das älteste Werkstück der Altstädter Nicolaikirche, aus dem 14. Jahrhundert stammt. Das Rosenfenster an der südlichen Chorwand wurde 1954 vom damaligen Lehrer der Bielefelder Werkkunstschule Karl Muggly gestaltet. Die Kanzel wurde 1989 fertiggestellt. In der Kirche befinden sich vier zum Teil verzierte Kronleuchter aus dem Barock. Sie stammen aus den Jahren 1637, 1663, 1678 und 1707.

## Orgeln
Die Kirche besitzt zwei Orgeln, die aus dem Hause von Rudolf von Beckerath Orgelbau stammen.

### Hauptorgel

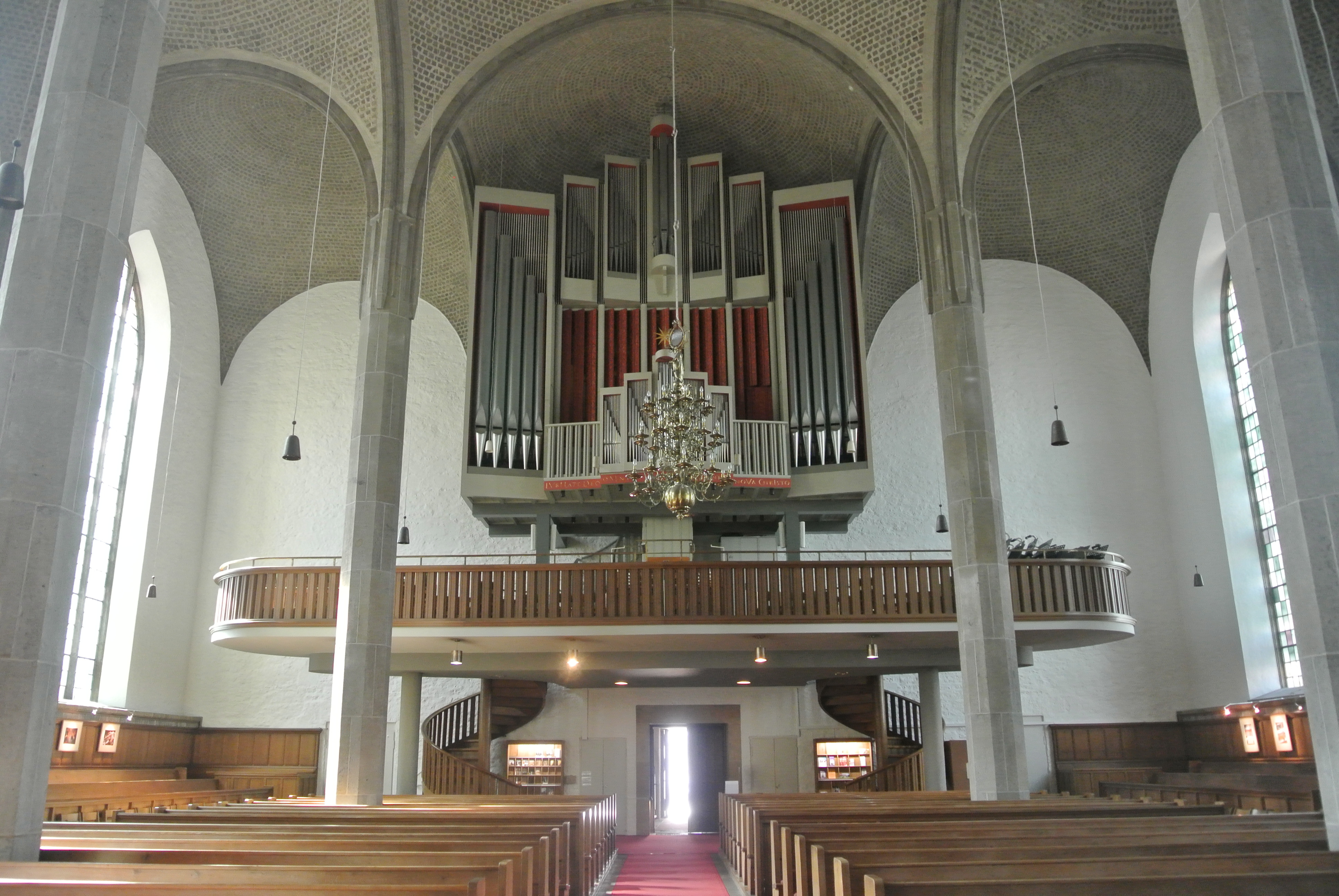
Blick auf die Hauptorgel

Die Hauptorgel wurde 1965 über dem Haupteingang errichtet. Sie hat 48 Register auf drei Manualwerken und Pedal. 2020 wurde das Instrument generalüberholt und eine Setzeranlage eingebaut. Dabei wurde das Register Quintade 16' im Hauptwerk gegen einen Prinzipal 16' ausgetauscht. Die Disposition lautet:
| I Rückpositiv C–g3 |            |        |
| 1.                 | Gedackt    | 8′     |
| 2.                 | Quintadena | 8′     |
| 3.                 | Prinzipal  | 4′     |
| 4.                 | Rohrflöte  | 4′     |
| 5.                 | Nasat      | 2 ⁄3′  |
| 6.                 | Oktave     | 2′     |
| 7.                 | Terz       | 1 3⁄5′ |
| 8.                 | Quinte     | 1 ⁄3′  |
| 9.                 | Sifflöte   | 1′     |
| 10.                | Scharf III |        |
| 11.                | Cromorne   | 8′     |
|                    | Tremulant  |        |

| II Hauptwerk C–g3 |               |       |
| 12.               | Prinzipal     | 16′   |
| 13.               | Prinzipal     | 8′    |
| 14.               | Spielflöte    | 8′    |
| 15.               | Oktave        | 4′    |
| 16.               | Koppelflöte   | 4′    |
| 17.               | Nasat         | 2 ⁄3′ |
| 18.               | Oktave        | 2′    |
| 19.               | Flachflöte    | 2′    |
| 20.               | Mixtur IV-VI  |       |
| 21.               | Scharf III-IV |       |
| 22.               | Fagott        | 16′   |
| 23.               | Trompete      | 8′    |

| III Schwellwerk C–g3 |                 |       |
| 24.                  | Rohrflöte       | 16′   |
| 25.                  | Holzflöte       | 8′    |
| 26.                  | Gemshorn        | 8′    |
| 27.                  | Unda maris      | 8′    |
| 28.                  | Prinzipal       | 4′    |
| 29.                  | Traversflöte    | 4′    |
| 30.                  | Schweizerpfeife | 2′    |
| 31.                  | Larigot         | 1 ⁄3′ |
| 32.                  | Mixtur IV       |       |
| 33.                  | Cornet IV-V     | 8′    |
| 34.                  | Englisch Horn   | 16′   |
| 35.                  | Oboe            | 8′    |
|                      | Tremulant       |       |

| Pedal C–f1 |                  |         |
| 36.        | Prinzipal        | 16′     |
| 37.        | Subbass          | 16′     |
| 38.        | Quinte           | 10 2⁄3′ |
| 39.        | Oktave           | 8′      |
| 40.        | Gemshorn         | 8′      |
| 41.        | Oktave           | 4′      |
| 42.        | Nachthorn        | 2′      |
| 43.        | Rauschpfeife III |         |
| 44.        | Mixtur V         |         |
| 45.        | Posaune          | 16′     |
| 46.        | Dulzian          | 16′     |
| 47.        | Trompete         | 8′      |
| 48.        | Trompete         | 4′      |

- Koppeln: I/II, III/I, III/II, I/P, II/P, III/P
- Nebenregister: Zimbelstern (I)
- Spielhilfen:

Feste Kombinationen (Tutti),
Setzeranlage (2020).

### Chororgel

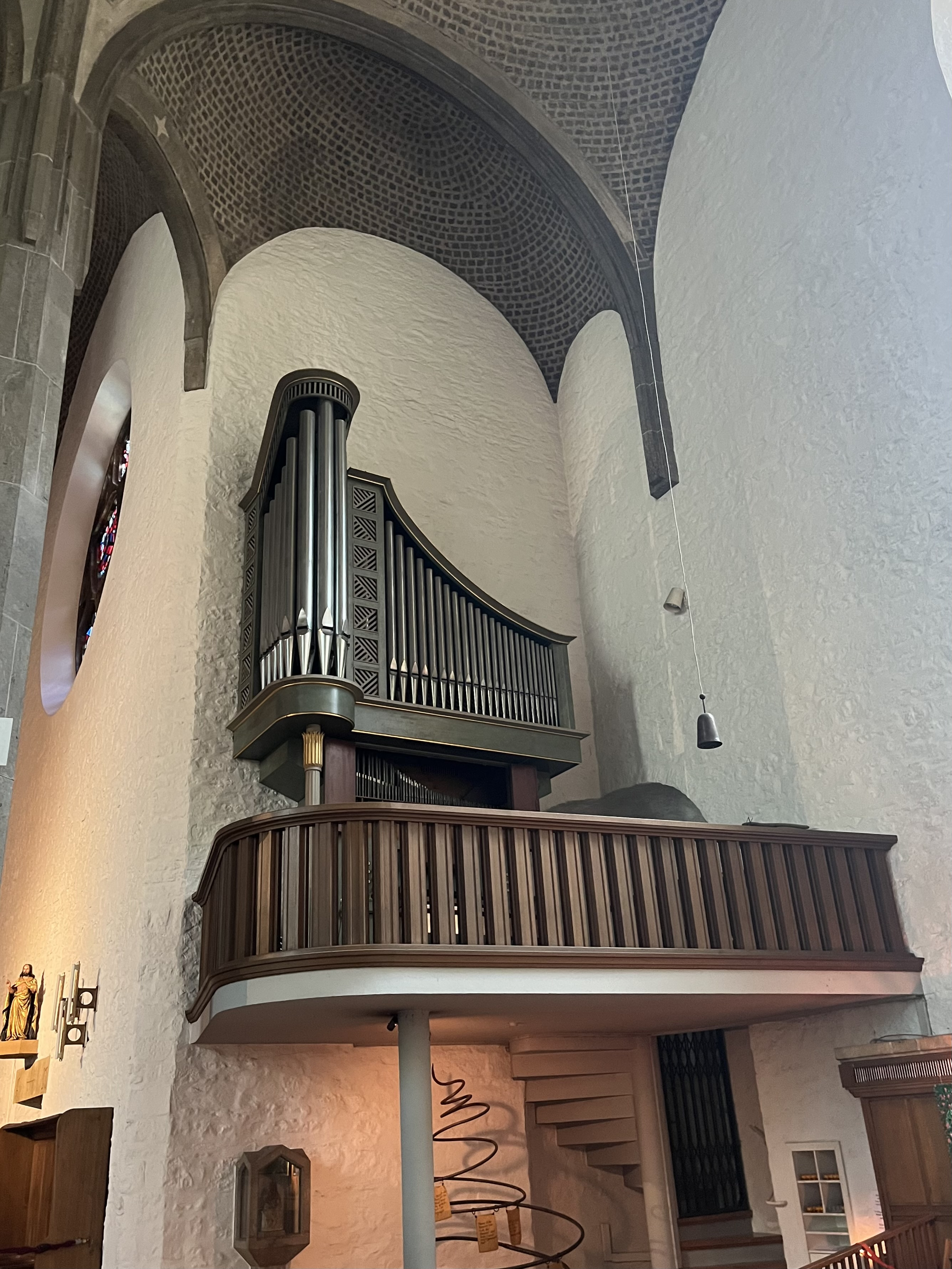
Blick auf die Chororgel im Seitenschiff

Die zweite, kleinere Chororgel befindet sich auf einer Empore rechts des Chores. Sie wurde 1954 eingebaut. Das Instrument verfügt über 11 Register, verteilt auf 2 Manuale und Pedal. Die Disposition ist wie folgt:
| I Hauptwerk C–g3 |              |    |
| 1.               | Prinzipal    | 8′ |
| 2.               | Oktave       | 4′ |
| 3.               | Waldflöte    | 2′ |
| 4.               | Mixtur IV-VI |    |

| II Brustwerk C–g3 |            |    |
| 5.                | Holzflöte  | 8′ |
| 6.                | Rohrflöte  | 4′ |
| 7.                | Oktave     | 2′ |
| 8.                | Zimbel III |    |
| 9.                | Terzian II |    |
|                   | Tremulant  |    |

| Pedal |           |     |
| 10.   | Pommer    | 16′ |
| 11.   | Choralbaß | 4′  |

## Glocken
Die sechs Bronzeglocken wurden 1961/62 von der Glocken- und Kunstgießerei Rincker gegossen und bilden das größte für eine evangelische Kirche gegossene Bronzegeläut der Nachkriegszeit in Westfalen.
Jeden Samstag wird um 18 Uhr während einer Viertelstunde der Sonntag eingeläutet. Der Uhrschlag erfolgt auf den Glocken 6 (Viertelstunden) und 4 (volle Stunden).
| Glocke | Name                  | Durchmesser | Masse   | Schlagton (HT-1⁄16) |
| ------ | --------------------- | ----------- | ------- | ------------------- |
| 1      | Dreifaltigkeitsglocke | 1932 mm     | 4515 kg | as°+4               |
| 2      | Totenglocke           | 1620 mm     | 2393 kg | c′+6,5              |
| 3      | Betglocke             | 1402 mm     | 1800 kg | es′+8               |
| 4      | Auferstehungsglocke   | 1255 mm     | 1242 kg | f′+7                |
| 5      | Trauglocke            | 1120 mm     | 0890 kg | g′+6                |
| 6      | Taufglocke            | 1060 mm     | 0798 kg | as′+6               |